# Jack Layton

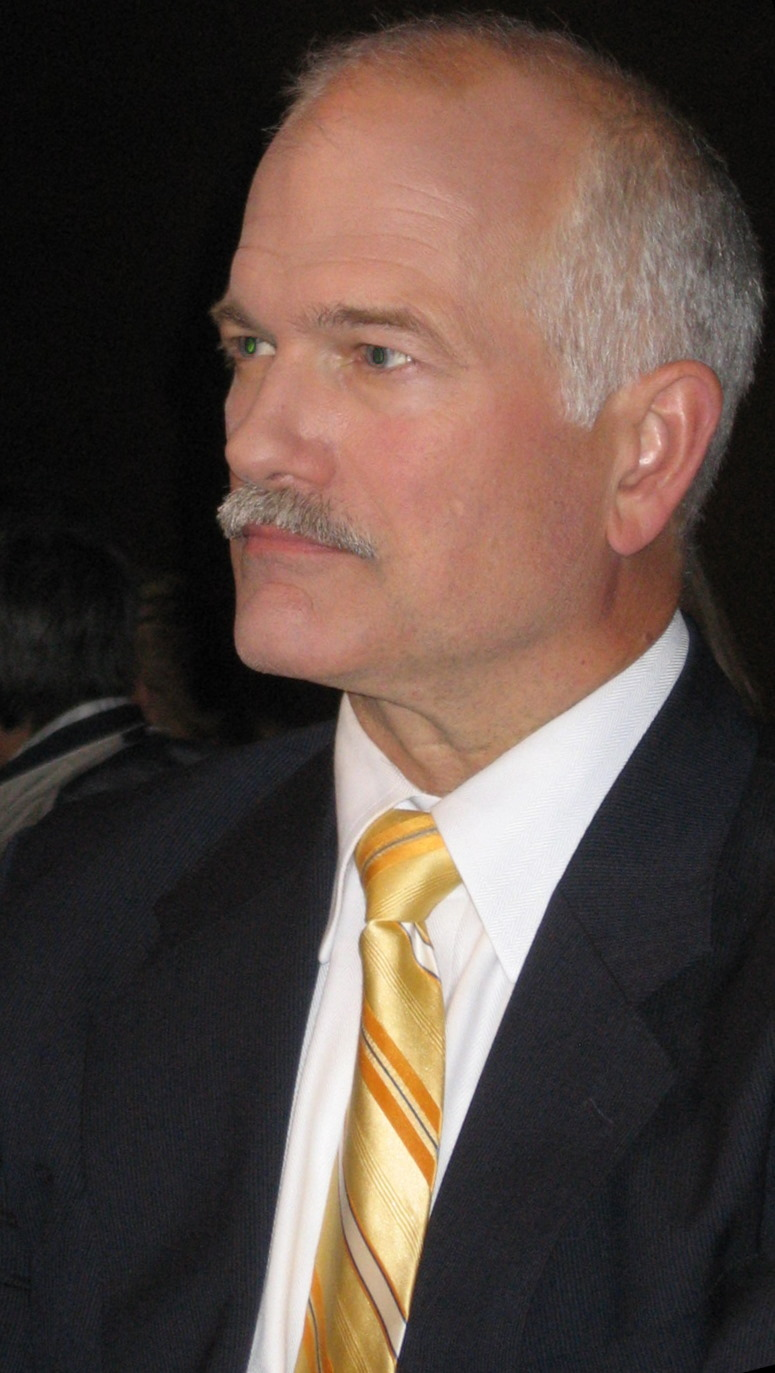
Jack Layton

John Gilbert (Jack) Layton (Montreal, 18 juli 1950 – Toronto, 22 augustus 2011) was een Canadees politicus. Van 2003 tot 2011 was hij partijleider van de New Democratic Party of Canada (NDP).
Layton werd in het Franstalige Montreal in een Engelstalig gezin geboren. Hij studeerde politieke wetenschappen aan de McGill-universiteit en verhuisde in 1970 naar Toronto waar hij aan de Ryerson Universiteit les gaf. Zijn politieke carrière begon hij in 1982 toen hij werd verkozen in de gemeenteraad van Toronto waar hij een van de leiders van de linkse fracties werd.
In 2003 deed Layton een gooi naar het leiderschap van de NDP en hij won bij de eerste stemronde reeds een meerderheid van stemmen. Een jaar later werd hij in het district Toronto-Danforth gekozen in het Canadees Lagerhuis. Tijdens de minderheidsregering van de Liberale minister-president Paul Martin zegde Layton aanvankelijk steun toe aan de regering tijdens het zogenaamde Sponsorship Scandal in ruil voor Liberale concessies aan de wensen van de NDP bij het debat over de staatsbegroting. Aan het einde van 2005 zegde Layton echter zijn steun op en steunde hij een motie van wantrouwen die door de Conservatieve oppositieleider Stephen Harper was ingediend. Bij de verkiezingen die in januari 2006 volgde won Laytons partij tien zetels.
Een grote doorbraak vond plaats in mei 2011 toen bij vervroegde verkiezingen de NDP 103 zetels behaalde en de officiële oppositiepartij in het Lagerhuis werd. De overwinning werd vooral mogelijk door een doorbraak in Quebec waar meer dan de helft van de fractie vandaan komt. Drie maanden na deze verkiezingen is hij na een kort ziekbed overleden.